# Костино (Новостаринский сельсовет)
Костино — деревня в Бабаевском районе Вологодской области.
Входит в состав Борисовского сельского поселения (с 1 января 2006 года по 13 апреля 2009 года входила в Новостаринское сельское поселение), с точки зрения административно-территориального деления — в Новостаринский сельсовет.
Расстояние до районного центра Бабаево по автодороге — 76,5 км, до центра муниципального образования села Борисово-Судское по прямой — 7 км. Ближайшие населённые пункты — Васютино, Ивановская, Никоново, Федюнино.
По данным переписи в 2002 году постоянного населения не было.